# آرشي (محرك بحث)
ارشي (archie )،هو أداة لفهرسة ملفات FTP، يتيح للمستخدمين التعرف بسهولة على ملفات معينة. ويعتبر أول محرك بحث للإنترنت. التنفيذ الأول الذي كتبه ألن إمتيج، عام 1990، ثم طالب دكتوراة في جامعة مك جل في مونتريال، كندا.
تم استبدال ارشي بمحركات بحث أخرى، أكثر تعقيدا مثل جوغهيد وفيرونيكا. ليتم استبدال هذين بمحركات بحث مثل ياهو! في عام 1995 و جوجل في عام 1997. العمل على ارشي توقف في أواخر التسعينات. تم الإبقاء على خادم تذكاري لرتشي لغايات تاريخية في بولندا جامعة وارسو قسم الدراسات المتعددة لصناعة النماذج الرياضية والحاسوبية.

## النشأة
بدأ آرتشي كمشروع للطلاب والموظفين المتطوعين في كلية علوم الكمبيوتر بجامعة ماكجيل في عام 1987،  عندما طُلب من بيتر دويتش (مدير الأنظمة للمدرسة)، وألن إميتاج وبيل هيلان توصيل المدرسة بالإنترنت.
الاسم مشتق من كلمة «أرشيف» بدون حرف v. قال إمتيج خلافا للعتقاد السائد، لم يكن هناك ارتباط مع ارتشي كوميكس. على الرغم من ذلك، تم تسمية تقنيات بحث الإنترنت المبكرة الأخرى مثل جوغهيد وفيرونيكا بعد شخصيات من القصص المصورة. انارتشي، أحد أقدم عملاء ftp الرسومي، تم تسميته لقدرته على إجراء عمليات بحث ارتشي.

## كيف كان يعمل أرشي
كانت الإصدارات القديمة من ارشي تبحث ببساطة في قائمة بمواقع بروتوكول نقل الملفات (FTP) العامة المجهولة باستخدام بروتوكول تيلينت ثم صناعة فهرس لملفات FTP. FTP هو في الأساس وسيلة لنقل الملفات بين أجهزة الكمبيوتر. لرؤية محتويات الملف، يجب تحميلة أولاً. يتم تحديث الفهارس على أساس منتظم (الاتصال بكل منها مرة واحدة في الشهر تقريبًا، حتى لا تضيع الكثير من موارد الخوادم البعيدة) وطلب إدراجها. تم تخزين هذه القوائم في ملفات محلية ليتم البحث عنها باستخدام أمر Unix جريب.
قام المطورون بملئ خوادم المحرك بقواعد بيانات أدلة مضيف FTP مجهولة. استخدمت لإيجاد عناوين ملفات معينة لان القائمة تم إيصالها بقائمة من قواعد البيانات قابلة للبحث لمواقع FTP. ارشي لا يستطيع التعرف على طلبات اللغة الطبيعية ولم يقم بفهرسة المحتوى داخل الملفات. لهذا السبب كان على المستخدمين معرفة عنوان الملف الذي يريدونه. أول من كانت لديه القدرة على فهرسة المحتوى داخل الملفات لأول مرة هو غوفر.

## التطوير
كتب هيلان ودويتش نصًا يتيح للأشخاص الدخول والبحث عن المعلومات التي تم جمعها باستخدام بروتوكول تيلينت في المضيف "archie.mcgill.ca" [132.206.2.3]. في وقت لاحق، تم تطوير واجهات أمامية وخلفية أكثر نجاعة، وانتشر النظام من أداة محلية، إلى مصدر شبكة أو سع، وخدمة شائعة متاحة من مواقع متعددة حول الإنترنت. سيتم تبادل البيانات المجمعة بين خوادم ارشي المجاورة. يمكن الدخول إلى الخوادم بأكثر من طريقة: باستخدام عميل محلي (مثل ارشي أو إكسارشي )؛ الاتصال عن بعد إلى الخادم مباشرة؛ إرسال الاستفسارات بالبريد الإلكتروني؛  ولاحقًا عبر واجهة الويب العالمية. في ذروة شهرته، استحوذ محرك بحث ارشي على 50٪ من حركة مرور الإنترنت في مونتريال. 
في عام 1992، قام إمتيج جنبًا إلى جنب مع دوتيش وبعض المساعدة المالية من جامعة ماكجل بتأسيس شركة بنيب للأنظمة المعلومات، وهي أول شركة في العالم تأسست صراحةً ومخصصة لتقديم خدمات معلومات الإنترنت بإصدار تجاري مرخص من محرك بحث ارشي الذي يستخدمه ملايين الأشخاص في جميع أنحاء العالم. تبعهم هيلان إلى بونييب بعد فترة وجيزة، حيث كان مع بيبي علي وساندرو مازوكاتو جزءًا مما يسمى مجموعة أرشي . قامت المجموعة بتحديث قاعدة بيانات أرشي بشكل ملحوظ وفهرسة صفحات الويب. توقف العمل على محرك البحث في أواخر التسعينيات.

## روابط خارجية
- Last surviving Archie web interface - could take a couple of minutes(!) to load